# Cartel de los Soles
Cartel de los Soles, svenska: Solarnas kartell, är ett inofficiellt namn för att beskriva ett venezuelanskt påstått brottssyndikat som utför olika sorters brott som bland annat bränslesmuggling, förskingring av skattemedel, korruption, narkotikasmuggling, penningtvätt och vapensmuggling. De som kontrollerar drogkartellen ska vara högt uppsatta individer inom politiken och militären i Venezuela, USA:s justitiedepartement påstod i mars 2020 att till och med presidenten Nicolás Maduro och generalen tillika politikern Diosdado Cabello ska vara involverade i ledarskiktet för Cartel de los Soles.

## Historik
År 1993 myntades Cartel de los Soles för första gången när två brigadkommendörer för antinarkotikaenheten för Guardia Nacional Bolivariana de Venezuela, som är Venezuelas nationalgarde,  utreddes för bland annat involverande i narkotikahandel. De båda hade varsitt insignium av en sol på sina axlar. Senare när utredningen växte och allt fler blev misstänkta, utredarna upptäckte att divisionskommendörer bar på två solinsignier på axlarna, efter det så används namnet för att namnge brottssyndikatet.
I mitten av 2000-talet började Cartel de los Soles bli mer aktiva i narkotikahandeln, från att bara bli betalda för att "titta åt andra hållet" till att själva köpa och sälja narkotika. Detta tros dock ha börjats när de colombianska drogkartellerna började betala dem med narkotika istället för pengar och det ledde till att brottssyndikatet var tvungna själva att aktivt söka efter köpare av den mottagna narkotikan.
I september 2013 flög ett transportflygplan tillhörande Air France mellan Venezuelas huvudstad Caracas och Frankrikes huvudstad Paris och efter det landade på flygplatsen Paris-Charles de Gaulle flygplats slog fransk polis till mot flygplanet. De fann 31 väskor med totalt 1,3 ton kokain till ett gatuvärde på 270 miljoner amerikanska dollar, samtliga på planet blev arresterade. Åtta av dessa var soldater och tillhörde just Venezuelas nationalgarde och de var där för att skydda lasten. Franska myndigheter hävdade att kokainet skulle lämnas över till det italienska brottssyndikatet 'Ndrangheta, som står för 80% av all försäljning av importerad kokain i Europa.
År 2015 blev Diosdado Cabello personlig anklagad för att vara ledaren för kartellen av en som hade arbetat som säkerhetschef för honom och den avlidne presidenten Hugo Chávez. Venezuela bekräftade att personen hade flytt Venezuela för USA och hade fått vittnesskydd där i utbyte att sprida osanningar enligt dem.